# Malesherbia scarlatiflora
Malesherbia scarlatiflora är en passionsblomsväxtart som beskrevs av Ernest Friedrich Gilg. Malesherbia scarlatiflora ingår i släktet Malesherbia och familjen passionsblomsväxter. Inga underarter finns listade i Catalogue of Life.